# Rudolf von Fischer (Jurist)
Friedrich Rudolf von Fischer (* 22. Februar 1929; † 25. August 2017), heimatberechtigt in Bern, war ein Schweizer Jurist und Präsident der Burgergemeinde Bern.

## Biographie
Rudolf von Fischer kam 1929 als Sohn des Beat Friedrich von Fischer und der Isabella Maria von Wurstemberger zur Welt. Sein älterer Bruder Friedrich Beat Albert von Fischer war Pfarrer. In den Jahren 1958 bis 1999 war er mit Sibylle Elisabeth Weyermann verheiratet. Die beiden hatten zwei Kinder.
Fischer studierte Gesang an der Musikakademie Wien, Recht und Kunstgeschichte in Bern und schloss mit dem Patent als bernischer Fürsprecher ab. 1960 trat er als Teilhaber in das Familienunternehmen Stettler, v. Fischer & Cie. (heute v. FISCHER, Bern) ein. Er war Mitglied der Aufsichtskommission des Bernischen Historischen Museums und zahlreichen Stiftungen, darunter die Berner Münster-Stiftung, die Stiftung Familie von Fischer von Reichenbach und die Stiftung Rudolf von Tavel. Während vieler Jahre war er Mitglied des Grossen und Kleinen Burgerrats der Burgergemeinde Bern, präsidierte die Casinokommission und in den Jahren von 1991 bis 1997 war er Präsident der Burgergemeinde und des Burgerrats. Rudolf von Fischer setzte sich für den Erhalt historischer Bauten und Kunstwerke ein, insbesondere für den Historismus. Die Rettung des Grandhotel Giessbach geht auf seine Initiative zurück.